# Olga Desmond

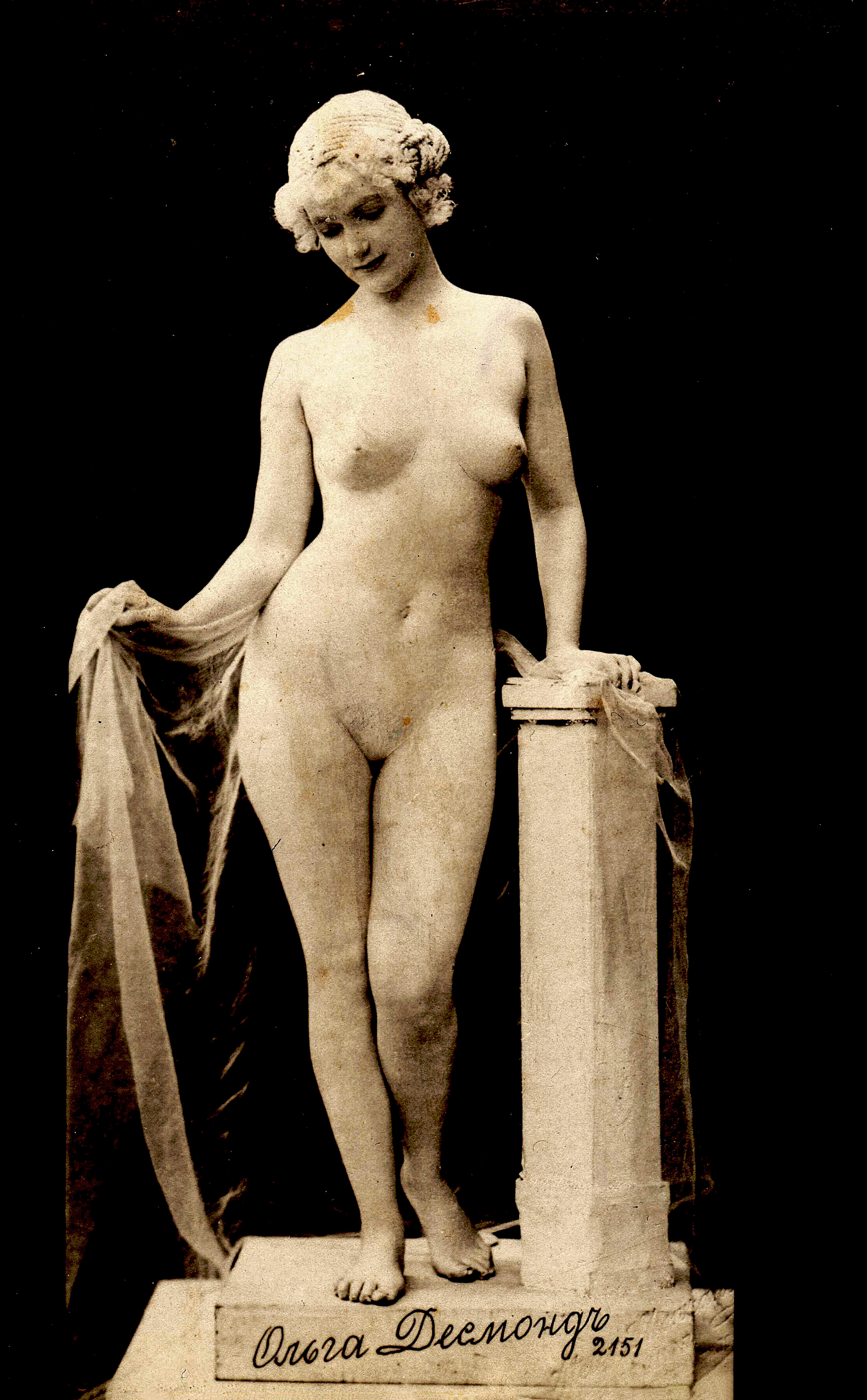
Olga Desmond som levande staty, troligen 1908 i Sankt Petersburg.

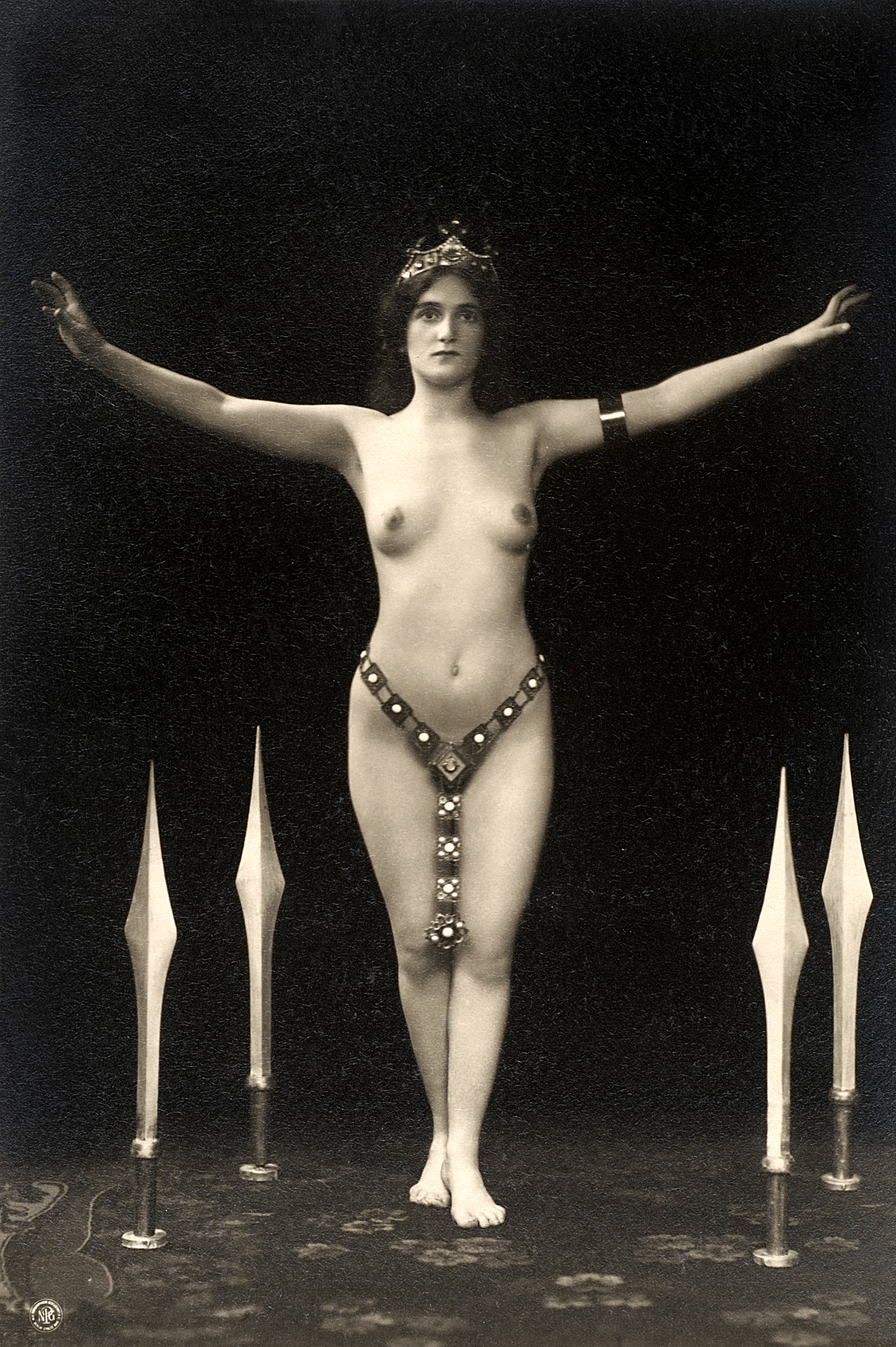
Olga Desmond i "Svärddans" omkring 1908.

Olga Desmond, ursprungligen Olga Antonie Sellin, född 2 november 1890 i Allenstein, Ostpreussen, död 2 augusti 1964 i Östberlin var en tysk dansare, performance-artist och skådespelare.

## Biografi
Olga Desmond växte upp i Berlin-Kreuzberg. Hon tog teaterlektioner och försörjde sig som modell för konstnärer i Berlin. År 1907 anslöt hon sig till en artistgrupp som arbetade som levande statyer där hon framträdde som Venus under nio månader på London Pavilion.
I Berlin var hon delaktig i att bilda Vereinigung für ideale Kultur och uppträdde med shower kallade "levande bilder" i vilka hon iscensatte klassiska konstverk. Dessa Schönheits-abende, aftnar av skönhet, blev från år 1908 vid mer än ett tillfälle förbjudna, eftersom aktörerna uppträdde helt nakna eller endast iförda i kroppsmålning.
Sommaren 1908 planerades ett framträdande i Sankt Petersburg, vilket snabbt uppmärksammades i rysk press. Det kom också krav att hon skulle ställas inför åtal. Men Olga Desmond försvarade sin rätt att framträda naken i olika ryska tidningar. Myndigheterna i Sankt Petersburg lyssnade inte på hennes argument, och hennes första framträdande där blev också det sista.
År 1909 framträdde hon på teatern Berlin Wintergarten, vilket skapade stor uppmärksamhet och blev en fråga som togs upp i den preussiska riksdagen. Uppmärksamheten gav berömmelse och hon kunde därigenom lansera varumärket Olga Desmond för kosmetiska produkter.
Hon turnerade i Tyskland och Österrike från 1909 till 1914, då hon gifte sig med en ungersk godsägare. Mellan 1916 och 1919 medverkade hon i flera olika filmer Seifenblasen (Såpbubblor), Maria's Sonntagsgewand (Marias söndagskläder) och Mut zur Sünde (Mod för synder). I den senare deltog även den kände skådespelaren Hans Albers.
År 1917 separerade hon från sin man och återvände till scenen, först den 15 april 1917 vid Theater der Königlichen Hochschule i Berlin och senare samma år i Carmen i Köln och senare ”dansaftnar” och andra föreställningar i Warszawa, Breslau och Kattowitz.
Från år 1922 ägnade hon sig främst åt undervisning. En av hennes mest kända elever var Hertha Feist som senare blev medlem i Rudolf von Labans dansgrupp. Hon konstruerade även ett notationssystem för rörelse, kallat rytmografi.
Vid slutet av 1920-talet minskade efterfrågan på den dansstil som Olga Desmond hade representerat. Expressionism, primitivism och vitalism låg nu i tiden. Yngre dansare som beundrat Olga Desmond, exempelvis Lola Bach, Anita Berber, Valeska Gert och Mary Wigman sökte nya vägar i det som kom att kallas fridans.
Efter första världskriget gifte sig Olga Desmond med Georg Piek, en judisk affärsman som arbetade med produkter för scen- och teater. År 1933 lämnade han Tyskland, men Olga Desmond stannade och drev rörelsen vidare.
Efter andra världskriget bodde Olga Desmond i östra Berlin och försörjde sig i DDR som städerska, men sålde också gamla vykort från sin tid som berömd dansare och skådespelare. Olga Desmond dog år 1964 in Östberlin.

## Filmografi
- 1915 : Seifenblasen
- 1915 : Nocturno
- 1917 : Postkarten-Modell : Wanda
- 1917 : Die Grille
- 1918 : Leben um Leben : Aglaja
- 1918 : Der Mut zur Sünde
- 1918 : Der fliegende Holländer : Senta
- 1919 : Göttin, Dirne und Weib